# 多語言計畫
多語言計畫（Project Lingua）為一網路翻譯社群，成立於2007年，希望將全球之聲的英文報導翻譯為其他語言，藉以建立全球部落客的溝通橋樑。該計畫目前匯集約50名志工譯者與編輯，將報導翻譯為15種語言。多語言計畫、Cucumis等計畫，皆為全球頗具規模之網路翻譯社群。

## 計畫緣起
多語言計畫構想始自於台灣部落客鄭國威（網名Portnoy），自2005年9月起獨力將全球之聲報導翻譯為中文。這項概念於2006年全球之聲高峰會時正式命名為「多語言計畫」，此後計畫規模迅速成長。

## 外部連結
- 多語言計畫網頁 （页面存档备份，存于）
- 全球之聲2008布達佩斯高峰會：鄭國威介紹翻譯與多語化網路
- （阿爾巴尼亞文） 全球之聲阿爾巴尼亞文翻譯計畫（页面存档备份，存于）
- （阿拉伯文） 全球之聲阿拉伯文翻譯計畫（页面存档备份，存于）
- （孟加拉文） 全球之聲孟加拉文翻譯計畫（页面存档备份，存于）
- （中文） 全球之聲簡體中文翻譯計畫
- （中文） 全球之聲繁體中文翻譯計畫
- （法文） 全球之聲法文翻譯計畫（页面存档备份，存于）
- （德文） 全球之聲德文翻譯計畫（页面存档备份，存于）
- （印地文） 全球之聲北印度文翻譯計畫（页面存档备份，存于）
- （意大利文） 全球之聲義大利文翻譯計畫（页面存档备份，存于）
- （日語） 全球之聲日文翻譯計畫（页面存档备份，存于）
- （馬其頓文） 全球之聲馬其頓文翻譯計畫（页面存档备份，存于）
- （馬拉加斯文） 全球之聲馬拉加西文翻譯計畫（页面存档备份，存于）
- （波斯文） 全球之聲波斯文翻譯計畫（页面存档备份，存于）
- （葡萄牙文） 全球之聲葡萄牙文翻譯計畫（页面存档备份，存于）
- （西班牙文） 全球之聲西班牙文翻譯計畫（页面存档备份，存于）